# مانگایا
مانگایا (به لاتین: Mangaia) یک جزیره در جزایر کوک است که در اقیانوس آرام واقع شده‌است.

## خصوصیات

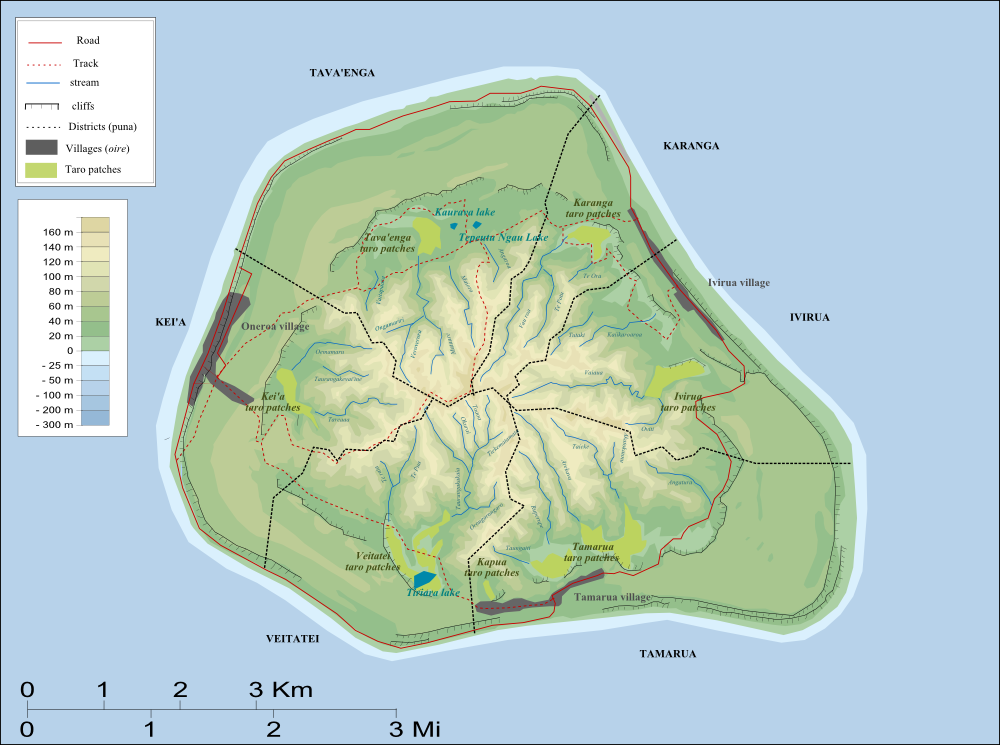
نقشه جزیره مانگایا

مانگایا ۷۴۴ نفر جمعیت دارد.